# Вепсия
Ве́псия, Вепса́рия (вепс. Vepsänma, Vepsii) — историко-географический район на севере России, где проживает финно-угорский народ вепсы.
Расположен в нескольких регионах: Южная Карелия, Ленинградская и Вологодская области. Единого вепсского административного образования нет, хотя с 1994 по 2005 существовала Вепсская национальная волость в юго-восточной части Республики Карелия, а также существует несколько национальных сельских поселений.
Территория озёрная, характеризуется бедностью почв и лесов, отсутствием транспортных путей, малочисленностью населения. Крупные озёра — Онежское, Ладожское и Белое, реки — Оять и Свирь. 
В 1928 году часть вепсов была переселена в Сибирь (Кемеровская, Иркутская области) в связи с коллективизацией. 